# Албергарія-а-Веля і Валмайор
Албергарі́я-а-Ве́ля і Валмайо́р, або Стара́ Албергарі́я і Валмайо́р (порт. Albergaria-a-Velha e Valmaior; МФА: [aɫ.bɨɾ.gɐ.ˈɾi.ɐ-ɐ-ˈvɐ.ʎɐ i vaɫ.maj.ˈoɾ]) — парафія в Португалії, в муніципалітеті Албергарія-а-Веля. Складова округу Авейру.  Входить до регіону Центр. За старим адміністративним поділом, що був чинним до 1976 року, територія парафії належала провінції Берегова Бейра. Заснована 28 січня 2013 року. Площа парафії — 47 км², населення — 11 058 ос. (2011), густота населення — 235,28 осіб/км²
. Патрон — святий Хрест і свята Евлалія. Поштовий індекс — 3850. Код  — 010209.
```
Сформована із колишніх парафій 
Албергарія-а-Веля
 та 
Валмайор
.
```

## Географія

Албергарія-а-Веля (2013)
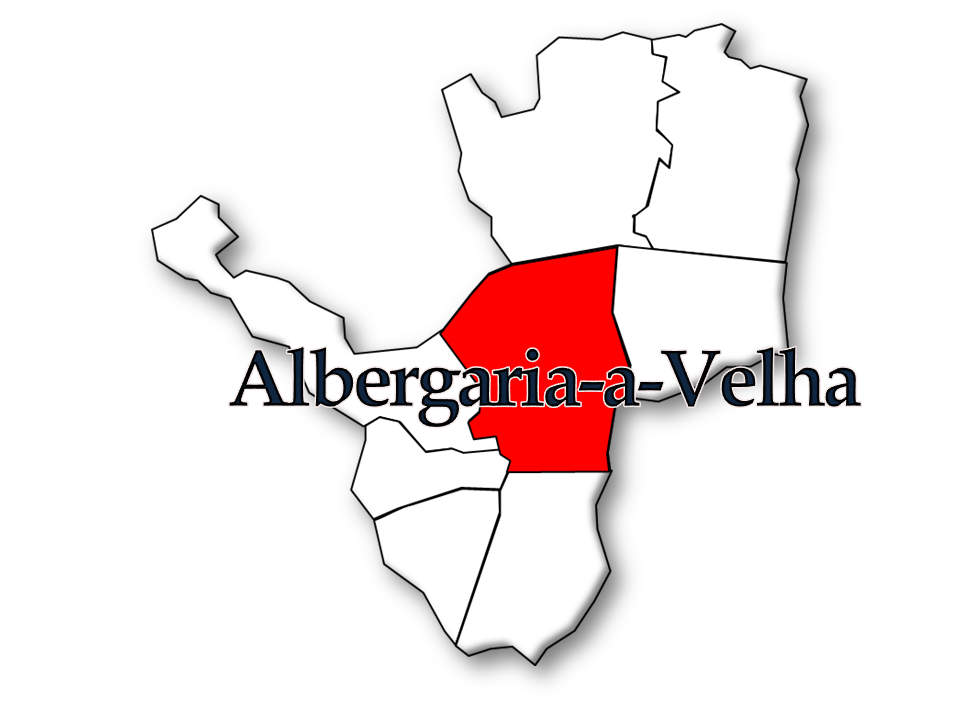
Албергарія-а-Веля
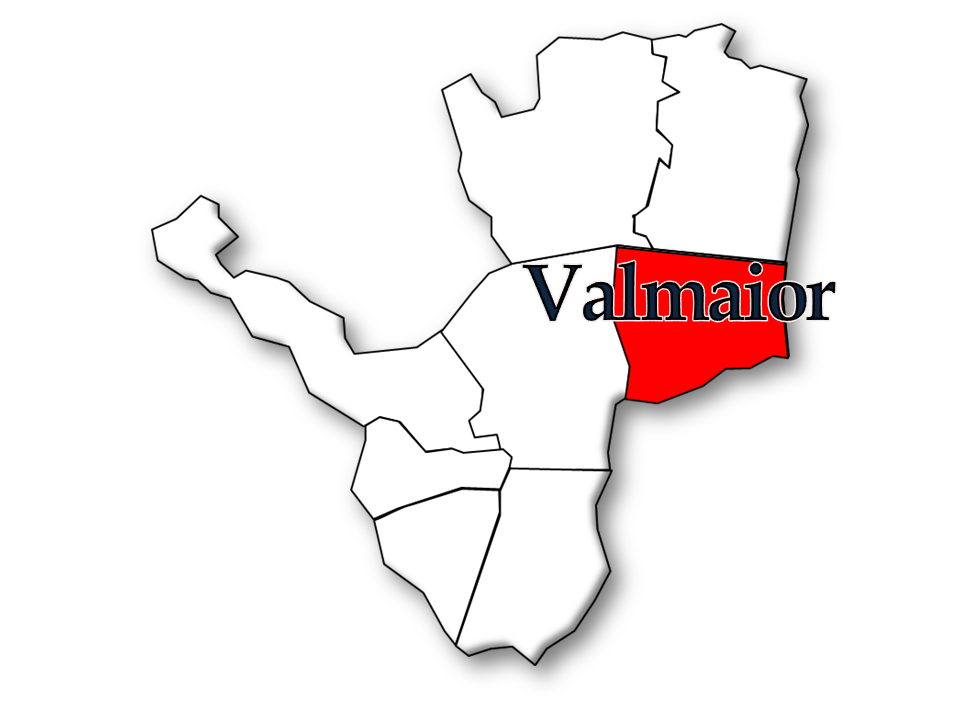
Валмайор

## Населення
| 2011  |
| 10568 |